# Синицкая, Татьяна Алексеевна
Татьяна Алексеевна Синицкая (род. 3 марта 1955 года) — советский и российский учёный-гигиенист, член-корреспондент РАН (2019).
Заместитель директора Института гигиены, токсикологии пестицидов и химической безопасности ФНЦ гигиены имени Ф. Ф. Эрисмана.
Специалист в области гигиены. Автор 153 научных работ, из них одной монографии, 2 справочников, одного руководства, 2 СанПиН, 4 методических указаний, 6 методических рекомендаций, 2 пособий для врачей, 4 ГН, одного информационно-методического письма.
Под её руководством защищены 5 кандидатских диссертаций.